# Oskar Peithner von Lichtenfels
Oskar Alexander Peithner von Lichtenfels, Freiherr von Lichtenfels, (* 24. Februar 1852 in Wien; † 9. Juni 1923 in Graz) war ein österreichischer Mathematiker und Professor an der TU Graz.

## Leben
Zu seinen Vorfahren zählte der Bergbauwissenschaftler Johann Thaddäus Anton Peithner von Lichtenfels. Peithner von Lichtenfels begann nach dem Abitur in Wien 1869 zunächst ein Ingenieursstudium in Wien, wechselte nach einer Erkrankung, die ihn zum Unterbrechen des Studiums zwang, aber zur Mathematik und Physik. 1875 musste er nochmals aus Gesundheitsgründen das Studium unterbrechen. Danach studierte er in Königsberg. 1879 wurde er promoviert (Die Vorgeschichte der Theorie der elliptischen Integrale und Functionen). Danach war er Assistent an der Universität Wien und habilitierte sich dort 1884 (Über Minimalflächen), wonach er Privatdozent war. Ab 1890 war er kurz Professor an der Technischen Hochschule  in Brünn und 1891 bis 1921 war er Professor für Mathematik an der TH Graz (ab 1896 als ordentlicher Professor).
1898/99 und 1913 bis 1915 war er Rektor der TU Graz und 1902/03 Dekan der Maschenbau-Fakultät.
Eine spezielle Form von Minimalflächen ist nach ihm benannt. Sie haben Lemniskaten als Geodäten. 
Zu seinen Schülern in Graz zählte Wilhelm Blaschke.